# Salamis (djur)
För andra betydelser, se Salamis (olika betydelser)
Salamis är ett släkte inom familjen praktfjärilar.
Arter, i bokstavsordning, enligt Catalogue of Life:
- Salamis aethiops
- Salamis aglatonice
- Salamis amaniensis
- Salamis amarantha
- Salamis anacardii
- Salamis ansorgei
- Salamis anteva
- Salamis augustina
- Salamis australis
- Salamis billerei
- Salamis cacta
- Salamis cyrene
- Salamis cytora
- Salamis definita
- Salamis duprei
- Salamis formosa
- Salamis lambertoni
- Salamis languida
- Salamis lurida
- Salamis modestus
- Salamis nebulosa
- Salamis parrhassus
- Salamis piricolor
- Salamis strandi
- Salamis temora
- Salamis trimeni
- Salamis vinsoni
- Salamis virescens
- Salamis viridescens